# Abdul Qadir Khan
Abdul Cadir Khan (Bhopal, 1 de abril de 1936 – Islamabade, 10 de outubro de 2021) foi um cientista paquistanês, impulsor do programa de desenvolvimento nuclear do Paquistão. É considerado o pai da bomba atômica paquistanesa. Seu nome é também escrito: Qadeer, Quadeer, Qadir o Qadeer, sendo habitualmente abreviado como Dr. A.Q.
Foi engenheiro pela Universidade de Carachi e doutor pela Universidade Católica de Lovaina, na Bélgica.
Em janeiro de 2004 reconheceu haver participado em uma trama de vendas de armas nucleares para a Coreia do Norte, Líbia e Irã.
Foi preso e colocado em liberdade no começo de 2009.
Khan morreu em 10 de outubro de 2021, aos 85 anos de idade, em um hospital de Islamabade.

## Publicações

### Documentos de pesquisa e patentes selecionados

#### Física nuclear e de materiais
- Dilation investigation of metallic phase transformation in 18% Ni maraging steels, Proceedings of the International Conf. on Martensitic Transformations (1986), The Japan Institute of Metals, pp. 560–565.
- The spread of Nuclear weapons among nations: Militarization or Development, pp. 417–430. (Ref. Guerra Nuclear Proliferação Nuclear e suas consequências "Anais do 5º Colóquio Internacional organizado pelo Grupo De Bellerive Genebra 27–29 de junho de 1985", Editado por: Sadruddin Aga Khan, Publicado por Clarendon Press-Oxford 1986)
- Flow-induced vibrations in Gas-tube assembly of centrifuges. Journal of Nuclear Science and Technology, 23(9) (setembro de 1986), pp. 819–827.
- Dimensional anisotropy in 18% of maraging steel,[3] Seven National Symposium on Frontiers in Physics, escrito com Anwar-ul-Haq, Mohammad Farooq, S. Qaisar, publicado na Pakistan Physics Society (1998).
- Thermodynamics of Non-equilibrium phases in Electron-beam rapid solidification,[4] Proceedings of the Second National Symposium on Frontiers in Physics, escrito com A. Tauqeer, Fakhar Hashmi, editor da Pakistan Physics Society (1988).

### Livros
- Khan, Abdul Qadeer (1972). Advances in Physical Metallurgy (em inglês, alemão, e neerlandês). Amsterdam, Netherlands: Elsevier Press
- Khan, Abdul Qadeer (1983). Metallurgical Thermodynamics and Kinetics (em inglês, alemão, e neerlandês). Islamabad, Pakistan: The Proceedings of the Pakistan Academy of Sciences
- Khan, Abdul Qadeer; Hussain, Syed Shabbir; Kamran, Mujahid (1997). Dr. A.Q. Khan on science and education. Islamabad, Pakistan: Sang-e-Meel Publications. ISBN 978-969-35-0821-5